# Improbably Poppy
『Improbably Poppy』（インプロバブリー・ポピー）は、TBSとその系列局などで放送されていたバラエティ番組。番組の英語版がインターネットテレビサイト『VEEPS』で放送された。英語放送は2024年10月12日から2024年10月26日まで。日本語放送は2024年10月5日から2024年11月2日まで。

## 概要
ショーは複数のコメディセグメントで構成され、ポピーのミュージカルパフォーマンスで終わる。それぞれのエピソードで、彼女はコメントを提供する3人の操り人形に伴い、彼女のミュージカルパフォーマンスの間に、彼女は「Rodents Revenge」と呼ばれる操り人形で構成されたサポートバンドを持っている。
番組には視聴者メールセグメントとゲームショーパロディーを含むいくつかの繰り返しセグメントがある。
- "F*ckig With Fractions"
- "Someone Sent Me This"
- "ゲームパロディー"

彼女は彼らの背景と職業について、一般的に喜劇的な方法で、各エピソードでゲストにインタビューし、インタビューセグメントは、テレビ番組の英語版の時間制限により、日本語版と英語版と異なります。 それぞれのバージョンで異なるゲストもいた。

### 主なゲスト・その他の出演者[5]
- BABYMETAL
- ボンジュール鈴木
- 青木源太
- 樫野有香
- 中田ヤスタカ
- 西脇綾香
- 大本彩乃
- アミーリャ・マリーノー
- サマンサー・バイター
- デーベッド・オリベンシア
- ジェー・キム
- ショーン・コーラジー
- ブレーク・クリスチャン

## 放送日程

### TBS/VEEPS 放送
| 通算 話数 | タイトル                      | 曲名         | 放送日         |
| --------- | ----------------------------- | ------------ | -------------- |
| 1         | "Taking Risks / リスクを取る" | Taking Risks | 2024年10月5日  |
| 2         | "Education / 学歴"            | Education    | 2024年10月5日  |
| 3         | "Free Will / 自由意志"        | Free Will    | 2024年10月12日 |
| 4         | "Hygiene / 衛生"              | Hygiene      | 2024年10月12日 |
| 5         | "Growing Up / 成人になること" | Growing Up   | 2024年10月19日 |
| 6         | "Nature / ネイチャー"         | Nature       | 2024年10月19日 |

備考
- エピソード1〜6は日本語と英語で放送された。『VEEPS』のエピソードは15分に削減され、ゲストインタビューは削除されている[6]。

### TBS放送
| 通算 話数 | タイトル         | 曲名                            | 放送日         |
| --------- | ---------------- | ------------------------------- | -------------- |
| 7         | "マンナー"       | Playing Nice                    | 2024年10月26日 |
| 8         | "幸せを見つける" | Finding Happiness               | 2024年10月26日 |
| 9         | "尊敬"           | Talk To Me ft. ボンジュール鈴木 | 2024年11月2日  |
| 10        | "諦めない"       | "from me to you" ft. BABYMETAL  | 2024年11月2日  |

備考
- エピソード7〜10は、TBSを通じて日本語でのみ放送された。
- エピソード10で演奏された曲はリリースされず、タイトルは発表されていない[7]。